# Cloverdale (condado de Monroe)
Cloverdale es un área no incorporada ubicada dentro del Distrito Oeste, una división civil menor del condado de Monroe (Virginia Occidental), Estados Unidos. Está catalogada como un asentamiento humano por la Junta de Nombres Geográficos de los Estados Unidos.
El número de identificación (ID) asignado por el Servicio Geológico de Estados Unidos es 1554160.

## Geografía
Está situada a una altitud de 648 metros sobre el nivel del mar (2126 pies) según el conjunto de datos de elevación nacional.